# Gare d’Hyères
Gare d'Hyères – stacja kolejowa w Hyères, w departamencie Var, w regionie Prowansja-Alpy-Lazurowe Wybrzeże, we Francji. Znajduje się na linii Tulon-Hyères.
Jest obsługiwany przez TGV z lub do Paryża, pociągami i TER Provence-Alpes-Cote d'Azur (linia z Marsylii przez Tulon do Hyeres).
W tym miejscu kręcono sceny do filmu Żandarm i policjantki z Louis de Funès.